# Centrale hydroélectrique de la Kolyma
La centrale hydroélectrique de la Kolyma nommée d'après Iouri I. Fricher (en russe : Колы́мская гидроэлектроста́нция имени Ю. И. Фриштера) est un barrage hydroélectrique de remblai sur la Kolyma, dans l'oblast de Magadan, en fédération de Russie, destiné à produire de l'électricité. Plus grand barrage en remblai de Russie, il a été construit entre 1970 et 1984, bien que les premières mises en service eurent lieu en 1981. Sa puissance de 900 MW lui permet de fournir en électricité 75 % de l'oblast. Situé près du village de Sinégorié, dans le raïon de Iagodnoïe, il se trouve dans des terres dépeuplées de la Kolyma.
Le barrage, bien que construit seulement dans les années 1970, a pour la première fois été suggéré en 1932 afin d'alimenter les installations du Dalstroï, organisation du NKVD qui était chargé de l'exploitation des mines de la région et de la construction des routes, en particulier de l'infâme route des os, où plus de 250 000 personnes seraient mortes pendant sa construction. Mais le Dalstroï préfère s'alimenter en charbon, et le projet ne refait surface que les années 1960. Les travaux d'études commencent sous l'impulsion du ministère de l'Énergie de l'URSS par le bureau d'étude Lenhydroproject (en). L'étude de faisabilité est approuvée courant 1970, et les travaux commencent directement.
Une fois sa mise en service qui a eu lieu entre 1981 et 1984, un lac apparut sur la Kolyma en amont du barrage, tandis que l'alimentation électrique de la région changea considérablement. Alors qu'auparavant, le charbon et d'autres énergies fossiles étaient les principales sources d'alimentation, l'hydroélectricité fournit désormais les trois quarts de l'alimentation régionale. Aujourd'hui, la région cherche à reproduire cet exploit, avec l'ouverture en 2022 d'un second barrage sur la Kolyma à Oust-Srednekan.
Le réservoir est nommé d'après la Kolyma, fleuve qui a donné son nom à la région tristement célèbre pour ses goulags. Comme de nombreux autres ouvrages hydroélectriques, le barrage de la Kolyma entraîna le déplacement de populations, bien que peu de personnes furent affectées en raison de la faible densité de la région. Les villages qui furent noyés sont au nombre de six, avec : Sibik-Tyllakh, Vetreny, Iasnaïa Poliana, Tiolply, Ioubileïny et Kongo.

## Situation géographie

### Situation générale
La centrale hydroélectrique de la Kolyma est située à 1 854 km de l'embouchure du fleuve Kolyma, à l'emplacement des rapides de la Kolyma (actuellement inondés par le réservoir de la centrale hydroélectrique). Sur le site de la centrale hydroélectrique, la vallée fluviale se rétrécit, formant une gorge aux pentes abruptes. Avant la construction de la centrale hydroélectrique, cette zone était inhabitée et isolée. La route la plus proche, la route fédérale R504 Kolyma (Iakoutsk — Magadan), plus connu sous le nom de route des os, se trouve à environ 40 km,.
La localité la plus proche est la commune urbaine de Sinégorié, à 2 km au nord-est. Le barrage se trouve administrativement dans le raïon de Iagodnoïe de l'oblast de Magadan. L'oblast de Magadan est un sujet extrême-oriental de la Russie, qui a comme capitale Magadan, à 280 km au sud du barrage.

### Situation fluviale
Le fleuve Kolyma sur le site de la centrale hydroélectrique se caractérise par un débit fortement irrégulier.La majeure partie du débit se produit pendant la période été-automne sous la forme de deux périodes : la crue printanière (avec un pic en juin) et la crue pluvieuse été-automne (en août-septembre), pendant la période chaude de l'année, débit de 95 à 97%. En hiver, le débit s'arrête pratiquement (le débit d'eau moyen pendant cette période diminue à 3–5 m3/s, le débit minimum observé est de 0,3 m3/s). Le débit annuel moyen sur le site de la centrale hydroélectrique de la Kolyma est de 461 m3/s ce qui correspond à un débit annuel moyen de 14,2 km3. Le débit d'eau maximum calculé (taux de récurrence 1 fois tous les 10 000 ans avec un amendement de garantie) est estimé à ,20 900 m3/s le débit maximum observé est de 12 000 m3/s. Le gel de la rivière se produit généralement début octobre et s'ouvre dans la seconde quinzaine de mai ; La durée du gel est de 200 à 270 jours,.

### Climat
Le climat est nettement continental (Dfb selon la classification de Köppen), avec des hivers très froids et des étés relativement chauds. L'amplitude annuelle des fluctuations de la température de l'air atteint 98 °C, la température minimale hivernale est de −62 °C, la température maximale estivale est de +36 °C. La durée de la période de chauffage est de 270 jours. Les précipitations annuelles moyennes sont de 449 mm, réparties assez uniformément tout au long de l'année. La zone où se trouve la centrale hydroélectrique de la Kolyma est caractérisée par des vents hivernaux presque constants, provoquant des conditions météorologiques très sévères,.

### Géologie
À la base des structures de la centrale hydroélectrique de la Kolyma se trouvent de solides granites fracturés, recouverts d'une couche de sédiments meubles de 3 à 20 m d'épaisseur (des dépôts alluviaux de 2 à 5 m d'épaisseur se trouvent dans le lit de la rivière). Les roches sont dans un état de pergélisol jusqu'à une profondeur d'environ 300 m; l'exception est le lit de la rivière, où se trouve un talik traversant. La sismicité de la zone est de 7 points sur l'échelle Medvedev-Sponheuer-Karnik,.

## Conception
Structurellement, la centrale hydroélectrique de la Kolyma est une puissante centrale hydroélectrique à haute pression. Les structures de la centrale hydroélectrique sont divisées en un barrage en remblai, un bâtiment de centrale hydroélectrique souterrain avec une prise d'eau, une vanne contre les inondations, un complexe de production avec un appareillage électrique. La centrale hydroélectrique de la Kolyma dispose d'un grand nombre de structures souterraines permanentes et temporaires d'une longueur totale de 7,2 km et d'un volume de déchets de 425 000 m3. La puissance installée de la centrale est de 900 MW, la puissance garantie est de 224 MW, la production annuelle moyenne projetée d'électricité est de 3,325 milliards de kWh.

### Barrage
Le barrage de la centrale hydroélectrique de la Kolyma est un barrage en remblai avec un noyau imperméable. La hauteur maximale de construction du barrage est de 130 m (le barrage en sol le plus haut de Russie),, la longueur le long de la crête est de 683 m, la largeur de la crête est de 15 m. Le barrage se compose de parties supérieures et inférieures. des prismes de poussée constitués d'enrochements granitiques, un noyau anti-infiltration issu de sols limono-sableux, ainsi que des filtres à base de sol sablo-gravier situés entre le noyau et les prismes de poussée. La cale supérieure du barrage comprend un barrage provisoire de 62 m de haut avec noyau anti-infiltration, qui a été utilisé lors de la construction de la station. Le volume du corps du barrage est de 10 millions de m3, dont 8 millions de m3 d'enrochements, 1,2 million de m3 de noyau et 0,8 million de m3 de filtres. À la base du barrage se trouve une galerie d'injection en béton armé, la fondation rocheuse sous le noyau du barrage est revêtue de béton. Également dans la partie rive droite du barrage, à sa base, se trouve une structure de déversoir temporaire, qui a été utilisée lors de la construction de la station et qui est actuellement bétonnée. L'étanchéité des roches à la base du barrage est assurée par un rideau de cimentation de 60 à 100 m de profondeur,.

### Déversoir

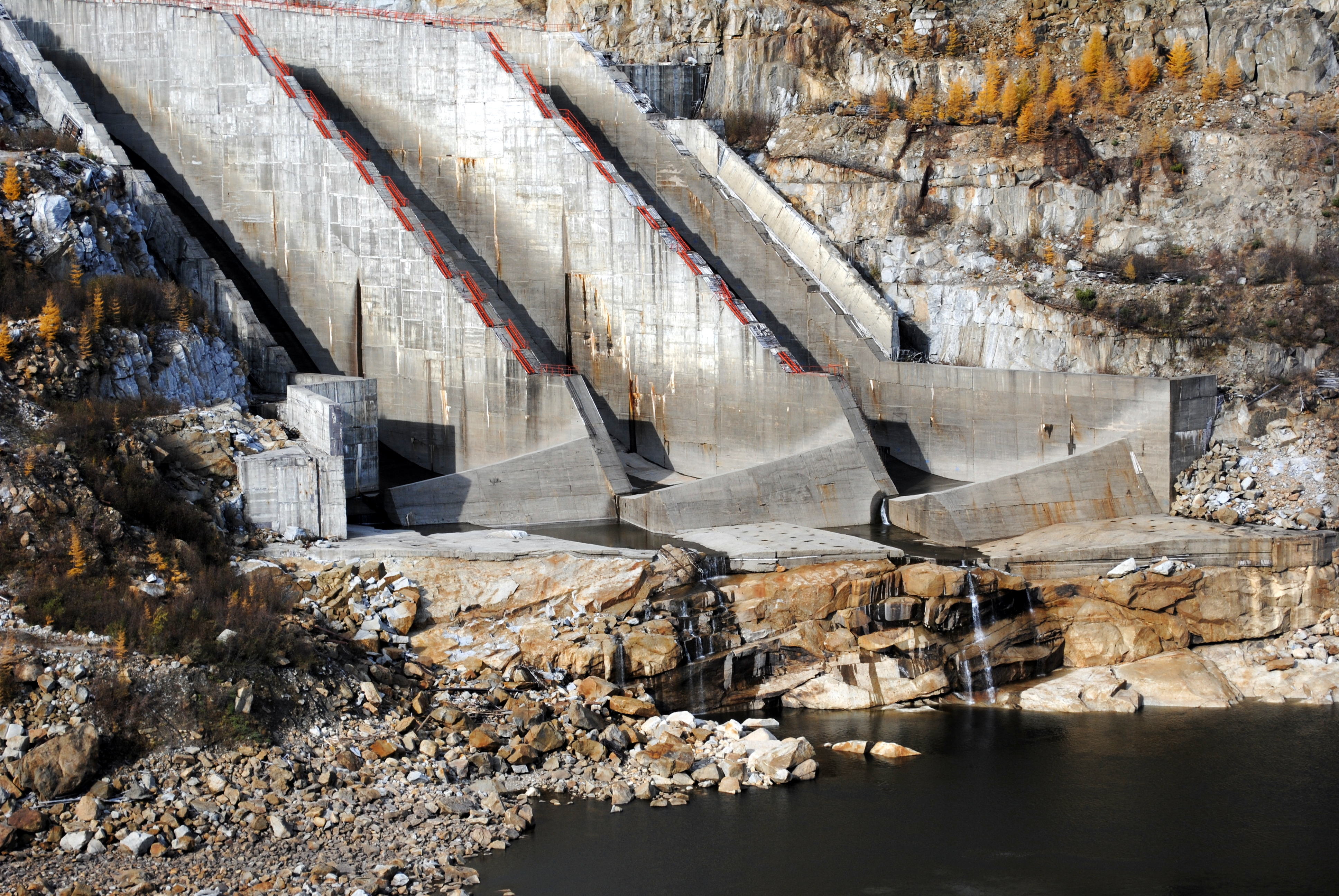
Le bas du déversoir.

Le déversoir de la centrale hydroélectrique de la Kolyma est de surface, de type côtier, situé à gauche du barrage dans une excavation rocheuse et est adjacent à la prise d'eau du bâtiment de la centrale hydroélectrique, ayant avec lui un canal d'alimentation commun. La capacité du déversoir est de 11 300 m3/s. L'évacuateur de crues est en béton et est constitué d'un évacuateur à trois travées et d'écoulements rapides se terminant par des tremplins. Chacune des trois travées du déversoir, d'une largeur de 13 m, est couverte par une vanne segmentaire de 21 m de hauteur. Les vannes sont actionnées à l'aide de treuils d'une capacité de levage de 200 tonnes chacun (deux pour chaque vanne). Les treuils sont installés dans un local spécial sur le viaduc. Il existe également trois vannes de réparation plates situées devant les vannes segmentaires et actionnées par un portique. Les bacs à débit rapide sont situés à différentes hauteurs (le plus haut est celui de gauche, sous le no 1) et sont séparés par des barbottes. La longueur des plateaux varie, la plus longue est pour le plateau no 1 (220 m) ; De ce fait, la section d'extrémité du déversoir à tremplins est située en biais par rapport à l'axe des canaux, ce qui renforce l'effet de dispersion du ruisseau et détourne l'écoulement de la pente de la rive gauche vers le lit de la rivière. L'énergie du flux est éteinte dans la fosse d'érosion située dans le lit de la rivière.
Lors de la construction de la station, un ouvrage de déversoir provisoire a été utilisé, situé en rive droite à la base du barrage, d'une longueur totale de 1 060 m. Il est constitué d'un canal d'alimentation de 300 m de long, d'une tête de type tour avec quatre trous de fond, un tuyau en béton armé de 350 m de long, 22 m de large et 29,5 m de haut, un canal de sortie de 360 m de long avec un coude, un puits d'eau et un tablier en béton. La capacité du déversoir temporaire est de 10 700 m3/s. La construction du déversoir temporaire a duré 8 ans, 400 000 m3 de béton y ont été posés (30 % de tous les travaux de bétonnage à la centrale hydroélectrique de la Kolyma), son coût estimé était de 80 millions de roubles aux prix de 1984. L'utilisation d'un déversoir temporaire pendant la période d'exploitation constante de la centrale hydroélectrique n'est pas envisagée, il est actuellement bétonné. Une telle décision concernant une structure aussi complexe et coûteuse est considérée par certains experts comme une erreur d'ingénierie,.

### Centrale hydroélectrique

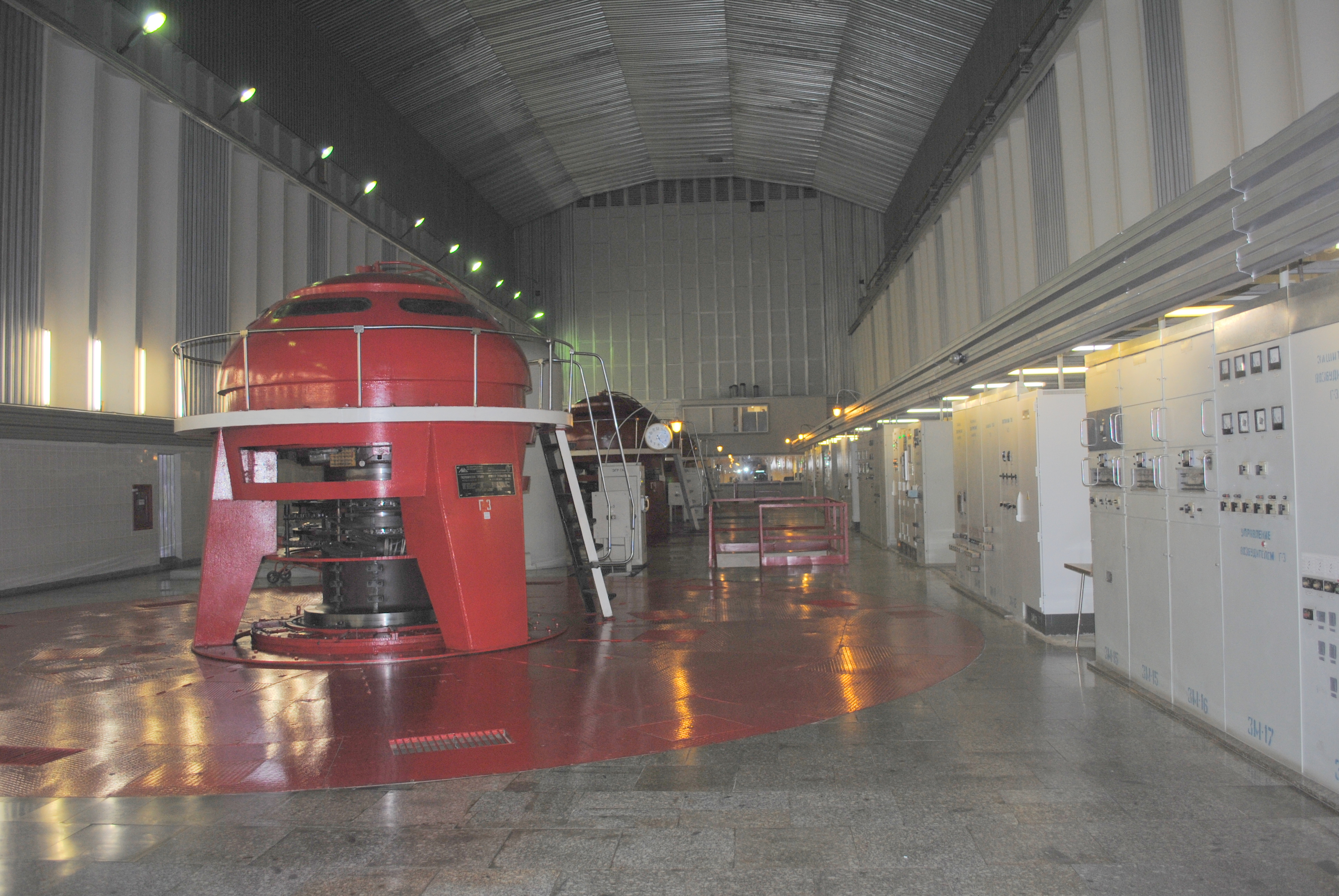
La salle des machines.

La salle des machines de la centrale hydroélectrique de la Kolyma est souterraine, située dans un affleurement rocheux sur la rive gauche, a une longueur de 130 m et une largeur de 24 m, se compose d'un site d'installation et de cinq blocs de granulats. La salle des machines dispose de 5 unités hydrauliques d'une capacité de 180 MW chacune : quatre avec des turbines diagonales PLD-45-2256V-420 et une avec une turbine Francis RO-868M-V-410 . Les turbines fonctionnent à une hauteur nominale de 108 m et entraînent des générateurs SV 812/240-28UHL4. Les fabricants des turbines sont l'usine métallurgique de Léningrad, et ceux des générateurs Sibelektrotyazhmash. La communication entre la salle des machines et la surface s'effectue via un tunnel de transport de 300 m de long et des cages d'ascenseur.
L'eau est amenée aux turbines hydrauliques par cinq conduites sous pression, chacune mesurant 262 m de long et 6 m de diamètre, à partir d'une prise d'eau située sur la rive gauche, à proximité du déversoir. La prise d'eau est adjacente au barrage et séparée de celui-ci par un mur de soutènement. La prise d'eau est constituée de cinq sections de 18 m de large, auxquelles sont adjacentes des conduites d'eau. L'équipement de prise d'eau comprend des vannes plates de réparation d'urgence, une vanne de réparation et des grilles de rétention des débris. Les portails de réparation d'urgence sont contrôlés à l'aide d'ascenseurs hydrauliques. L'équipement est situé dans un bâtiment chauffé, dans lequel est également installé un pont roulant d'une capacité de levage de 200 tonnes. Pendant la période d'exploitation temporaire de la centrale hydroélectrique à pression réduite, une prise d'eau temporaire et des conduites d'eau temporaires ont été utilisées pour les trois premières unités hydrauliques. Par la suite, la prise d'eau temporaire a été mise hors service et inondée dans le réservoir, et les conduites d'eau temporaires ont été scellées avec des bouchons en béton.

### Turbines
Depuis les générateurs, l'électricité est fournie à une tension de 13,8 kV à travers trois galeries de jeux de barres jusqu'à l'appareillage du générateur situé dans la salle de contrôle (équipé de disjoncteurs à air VVG-20 et de sectionneurs de générateur RVPZ-2/20). De là, il va aux transformateurs de puissance TC 250000/220 HL (5 pièces, avec comme fabricant Zaporozhtransformator) situés sur le site de la station, et d'eux au tableau fermé220 kV situé sur le toit du bâtiment de production électrique et de là au système électrique. L'équipement ZRU-220 kV comprend des disjoncteurs à faible teneur en huile HLR-245/2503V (17 pièces, fabriqués par ASEA), des interrupteurs et des sectionneurs linéaires de type RNDZ-220-1E-1000 (13 pièces). En plus des appareils de commutation, le centre de contrôle comprend un bâtiment administratif, un panneau de commande principal, une chaufferie électrique, des équipements pour les besoins propres de la station, une installation de transformation d'huile et d'autres locaux de production.
L'électricité est fournie via les lignes électriques suivantes à une tension de 220 kV : 
- Centrale hydroélectrique de la Kolyma — Iagodnoïe (double circuit, longueur 96 km, capacité de débit maximale 600 MW) ;
- Centrale hydroélectrique de la Kolyma — Orotoukan (circuit unique, longueur 93 km, capacité de débit maximale 250 MW) ;
- Centrale hydroélectrique de la Kolyma — Oust-Omtchoug (double circuit, longueur 160 km, capacité de débit maximale 300 MW) ;
- Centrale hydroélectrique de la Kolyma — Chaufferie (circuit unique, longueur 9 km, débit maximum 220 MW).

### Réservoir
Les ouvrages sous pression de la centrale hydroélectrique forment le grand réservoir de la Kolyma à régulation saisonnière (coefficient de régulation du débit 0,7). La superficie du réservoir est de 454,6 km2, la capacité totale et utile du réservoir est respectivement de 15,08 km3 et 7,24 km3. Le niveau de retenue normal du réservoir est de 451,5 m au-dessus du niveau de la mer, le niveau de retenue maximal est de 457,6 m, le niveau du volume à sec est de 432,0 m. Lors de la création du réservoir, 40,84 mille hectares de terres agricoles (principalement des pâturages de rennes) ont été inondés, et 66 bâtiments ont été déplacés,.

## Importance économique
La centrale hydroélectrique de la Kolyma est la principale source d'approvisionnement énergétique de l'oblast de Magadan, fournissant environ 75 % de sa consommation énergétique (avant la mise en service de la centrale hydroélectrique d'Oust-Srednekan en 2013, plus de 95 %). La mise en service de la centrale hydroélectrique a permis de mettre en réserve la centrale électrique d'État d'Arkagalinskaïa et de réduire significativement la consommation de charbon de la centrale thermique de Magadan (pendant les périodes sans chauffage, la centrale thermique est arrêtée). Un certain nombre de localités de l'oblast de Magadan ont également été équipées de chauffage électrique. La réduction de la consommation de charbon permet d'éviter chaque année la combustion d'environ 1 million de tonnes de ce type de combustible. Lors de la construction de la centrale hydroélectrique de la Kolyma, dans les villages de Sinégorié et Ouptar, des lignes de transport d'électricité ont également été construites et les infrastructures de transport ont été reconstruites,,,,.
Le mode de fonctionnement de la centrale hydroélectrique de la Kolyma (remplissage du réservoir pendant les périodes de crues et d'inondations et libération en hiver) entraîne une légère diminution du débit d'eau maximum de la Kolyma en aval de la centrale hydroélectrique et une augmentation du débit hivernal. La diminution de la hauteur de montée des eaux lors d'inondations avec une probabilité de 50 % est estimée à 0,8 % (sur le site proche de la ville de Srednekolymsk). L'impact de la station sur l'environnement, en particulier sur les ressources halieutiques de la Kolyma, est évalué comme limité. Les saumons anadromes ne pénètrent pas dans la Kolyma, les frayères des espèces de poissons semi-anadromes et d'eau douce les plus précieuses (esturgeon de Sibérie, Coregonus peled, Coregonus nasus, Coregonus muksun, etc.) vivent nettement en dessous du site de la centrale hydroélectrique,.

## Histoire

### Prémices
L'idée de construire une centrale hydroélectrique sur le fleuve Kolyma a été avancée pour la première fois par le géologue D.V. Voznesenski, qui a exploré le cours supérieur de la rivière en 1932. Des recherches sur la possibilité de construire une centrale hydroélectrique dans la région des rapides de la Grande Kolyma afin de fournir de l'énergie aux installations du Dalstroï ont été lancées par l'Institut Dalstroïproïekt en 1934 ; une expédition a été envoyée dans la zone du site de la station sous la direction de l'ingénieur hydraulique I.P. Morozov. En 1935, un projet de centrale hydroélectrique d'une capacité de 50 MW (4 × 12,5 MW) avec un barrage en terre de 76 m de haut est développé. Ce projet n'a pas été mis en œuvre en raison du coût élevé, la construction de la centrale hydroélectrique ayant été alors estimée à 183 millions de roubles. En 1938, les recherches se poursuivent, plusieurs puits sont forés jusqu'à une profondeur de 60 m et un projet de centrale hydroélectrique d'une capacité de 148 MW est élaboré avec une hauteur de barrage de 65 m. En 1948, Dalstroïproïekt élabore un projet d'utilisation hydroélectrique de la Haute-Kolyma, qui comprenait les centrales hydroélectriques du Haut-Poroj, du bas-Poroj et d'Oust-Srednekan, d'une capacité totale de 1 080 MW. Cependant, au lieu de construire une centrale hydroélectrique, l'utilisation du charbon local a été considérée comme plus efficace,,.
L'intérêt pour la construction de centrales hydroélectriques dans la Kolyma a réapparu dans les années 1960. En juin 1964, un relevé topographique débute dans le secteur de la future centrale hydroélectrique. En 1965, le ministre de l'Énergie de l'URSS Piotr Neporojny est arrivé à Magadan avec un grand groupe d'ingénieurs hydrauliques. À la suite de ce voyage, il a été décidé de commencer les travaux d'enquête sur le site de la centrale hydroélectrique de la Kolyma et l'Institut Lenhydroproject a été chargé d'élaborer un rapport technique et économique (REE) pour la centrale. En 1965, les travaux topographiques sont terminés et la première équipe de géomètres et d'ingénieurs hydrauliciens débarque sur le site. Le REE a été préparé en 1966 et a confirmé l’efficacité de la construction de la station. En décembre 1966, Lenhydroproject a commencé à développer le projet de centrale hydroélectrique de la Kolyma et en 1967, l'expédition no 13 de l'institut a commencé des recherches approfondies sur le site,.
L'étude de faisabilité du projet est approuvée le 4 août 1970 et le 6 octobre de la même année, le site de la centrale est finalement choisi. La conception technique de la centrale hydroélectrique de la Kolyma développée par Lenhydroproject a été approuvée par le décret du Conseil des ministres de l'URSS no 1565-r du 2 août 1973. Au cours de la conception détaillée et de la construction, des modifications significatives ont été apportées au projet. En particulier, la puissance de la centrale a augmenté (de 720 à 900 MW car une autre unité hydraulique a été ajoutée), la hauteur du barrage a été augmentée de 5,5 m, la conception du barrage temporaire a été modifiée, une galerie d'injection et une structure de déversoir temporaire ont été rajoutés. La conception du déversoir opérationnel a été considérablement modifiée, en augmentant la hauteur du barrage et, par conséquent, le volume d'accumulation de ruissellement dans le réservoir. Il est ainsi devenu possible de réduire sa capacité de débit et ses dimensions (de six travées, il est devenu un à trois travées).

### Construction

#### Travaux préliminaires
Le 6 novembre 1969, un arrêté fut signé portant sur la création du département de construction de Kolymaguesstroï au sein de Viliouïguesstroï. Le chef de la construction de la station était Iouri Iossifovitch Frichter, l'ingénieur en chef était A. A. Serov. En janvier 1970, le Comité national de planification de l'URSS a ouvert le titre des travaux préparatoires pour la centrale hydroélectrique de la Kolyma. Le 17 février 1970, le premier train routier équipé d'équipements de construction a été envoyé depuis la centrale hydroélectrique du Viliouï en Iakoutie et est arrivé sur le site de la construction le 5 mars de la même année. Dans le même temps, des personnes et du matériel ont été avancés depuis Magadan. Ainsi en mars 1970, dans la région du village d'Ouptar, un site a été choisi pour une base de transbordement à construire. La phase préparatoire de la construction a commencé avec la construction de logements, de routes, d'une base de construction et d'autres infrastructures,.
Le 20 mars 1971, la construction du village de construction pour le barrage de Sinégorié a officiellement commencé . La même année, la construction de la route permanente Debine — Sinégorié, achevée en 1973, a commencé. En 1972, le bâtiment reçoit une alimentation électrique permanente via une ligne de 35 kV. En 1973, une centrale à béton a été lancée pendant la construction et en 1974, la construction de bâtiments en pierre a commencé à Sinégorié (avant cela, les bâtiments étaient en bois). En 1975, le bétonnage des supports du pont sur la Kolyma a commencé. La phase préparatoire de la construction s'est achevée en 1977, avec l'ouverture du pont sur la Kolyma, ce qui a permis d'étendre pleinement les travaux sur les structures principales,.
Le projet de construction de la centrale prévoyait sa construction en deux étapes. La première étape de la construction comprenait la construction d'une galerie d'injection du barrage principal, des barrages temporaires, d'un ouvrage de déversoir, d'une prise d'eau et de conduites d'eau en tunnel, d'une partie du bâtiment de production électrique, ainsi que d'une partie de la salle des machines pour trois unités. , inclus dans le fonctionnement à basse pression Dans la deuxième étape, le barrage principal, l'évacuateur de crues permanent et la prise d'eau, le bâtiment de la centrale hydroélectrique et le complexe industriel devaient être entièrement construits.

#### Travaux principaux
Les travaux de terrassement et d'enrochement sur le site de la centrale hydroélectrique de la Kolyma ont commencé en 1974, et le 19 février 1976, le premier béton a été posé dans les principales structures du complexe hydroélectrique. Le 28 juillet de la même année, le millionième mètre cube a été posé de terre a été enlevée sur le chantier. Entre 1974 et 1978, l'aménagement d'une fosse pour un ouvrage de déversoir temporaire, d'un canal d'alimentation vers une prise d'eau temporaire, des travaux d'excavation sur le site de la construction, ainsi que des travaux prioritaires sur l'ensemble souterrain d'ouvrages ont été réalisés. Entre 1977 et 1979, les fondations du barrage ont été préparées et la section du lit de la rivière de la galerie de cémentation a été construite, ainsi qu'un ouvrage de déversoir temporaire. En parallèle, depuis 1976, des travaux sont menés sur les ouvrages souterrains du futur barrage. L'intensité maximale de démolition a été atteinte en 1980, associée au développement à grande échelle de la salle des machines de la centrale. Le 20 juin 1980, une fissure de 30 m de long a été découverte dans le revêtement en béton armé de la voûte de la salle des machines, qui a continué à s'agrandir et a rapidement atteint une longueur de 84 m. La cause de la formation de la fissure était le déchargement de roches sous forme de résultat de leur dégel en présence de fissures naturelles dans la roche. Pour résoudre le problème, des mesures particulières ont été prises pour renforcer les murs et la voûte de la salle des machines, notamment en les fixant avec des ancrages de 9 à 12 m de long. De plus, l'ampleur des opérations de dynamitage a été fortement limitée, ce qui réduisa considérablement le volume des dommages au cours des années suivantes.
La construction de la galerie d'injection ne s'est pas non plus déroulée sans difficultés. Initialement, il était prévu de bétonner son tronçonà l'hiver 1977-1978 sous la protection de linteaux, formant d'abord la rive droite puis la rive rive gauche. Cependant, après la construction de la fosse rive droite, il n'a pas été possible d'en pomper l'eau en raison de la filtration accrue à travers le corps des linteaux en raison du placement de terre gelée à l'intérieur. Il fallut modifier le schéma de construction en faveur d'un blocage complet de la rivière avec la construction d'un tunnel temporaire de 300 m de long pour laisser passer le débit de la rivière durant l'hiver 1978-1979. Le 4 décembre 1978, la Kolyma a été bloquée pour la première fois, l'eau a coulé dans le tunnel de construction. Sous la protection des barrages amont et aval, en janvier-avril 1979, la construction de la galerie d'injection a été achevée et certains éléments du barrage principal ont été posés, avec une partie du noyau, des filtres et des prismes de poussée. Il était censé que la crue de 1979 passe sur les linteaux et la partie inachevée du barrage principal, en le protégeant de l'érosion avec de grosses pierres posées en couche de 1 m. Cependant, la crue a détruit la protection et a emporté le sol déposé dans le barrage principal,.
La construction d'un ouvrage de déversoir temporaire a été réalisée en 1974-1982, les travaux de terrassement en terre en 1974-1979 et les travaux de bétonnage en 1979-1982. Depuis l'automne 1980, le déversoir pendant la période de crue a été mis en service sous une forme inachevée et les travaux d'achèvement ont été effectués en hiver, lorsque des débits d'eau fortement réduits ont traversé le tunnel de construction. En juin 1978, la fosse du déversoir temporaire a été complètement inondée à la suite d'une panne des pompes ; l'installation d'une station de pompage flottante a été nécessaire pour enlever l'eau.
En 1978, la construction d'un barrage expérimental de 16 m de haut sur le ruisseau Anmannytchan a commencé, qui est un modèle à taille réduite du barrage de la centrale hydroélectrique de la Kolyma. La construction d'un barrage temporaire à la centrale hydroélectrique de la Kolyma, d'une hauteur de 62 m, a été réalisée en 1980-1981 en 15 mois. La Kolyma a été à nouveau bloquée le 20 septembre 1980 ; l'eau a été acheminée par un déversoir temporaire, qui n'était pas encore achevé à cette époque. Le débit d'eau de la rivière pendant le blocage était de 643 m3/s, ce qui dépassait les débits lors du blocage des rivières lors de la construction d'autres complexes hydroélectriques du nord, en particulier de Viliouï et d'Oust-Khantaï. Le remplissage du réservoir débuta le 18 octobre 1980, après la fermeture de la dernière vanne de l'évacuateur temporaire.

#### La mise en service progressive
La pression directive des organes du parti (la première unité hydraulique devait être lancée avant l'ouverture du 26e Congrès du PCUS en février 1981), dans le contexte du sous-financement de la construction et des problèmes techniques existants, a conduit à une réduction du complexe de lancement pour assurer le lancement de la station dans les délais impartis. Le 24 février 1981, la première unité hydraulique est mise à l'eau, mais étant donné le barrage provisoire inachevé et les faibles débits de la rivière pendant l'hiver, l'eau accumulée dans le réservoir n'est suffisante que pour 8 jours de fonctionnement de l'unité hydraulique, après quoi l'unité a été arrêté. Des informations à ce sujet sont parvenues au Comité de contrôle populaire de l'URSS, ce qui a entraîné l'annulation de l'acte de mise en service de l'unité hydraulique et la privation de l'équipe de constructeurs de récompenses gouvernementales,. Le redémarrage du groupe hydraulique no 1 a été réalisé en juin 1982 (le certificat de réception a été signé le 27 juin), le 22 octobre de la même année, le groupe hydraulique no 2 a été mis en service, le 15 juin 1984 , au tour de l'unité hydraulique  no 3, date à laquelle la construction de la première étape de la centrale hydroélectrique de la Kolyma a été achevée.
Lors de la construction de la deuxième étape, le barrage principal, la prise d'eau permanente, les conduites d'eau et le déversoir ainsi que le bâtiment complet de la centrale hydroélectrique ont été érigés. Le remplissage du barrage principal de la centrale hydroélectrique de la Kolyma a été réalisé en 1981-1988, le plus intensivement en 1983. En juin 1988, le remplissage du réservoir de Kolyma a commencé jusqu'au niveau de conception, une prise d'eau permanente et des conduites d'eau ont été mises en service, ce qui a permis de lancer l'unité hydraulique no 4 à la pression de conception le 30 septembre 1988. Le passage des trois premières centrales hydrauliques à pleine pression s'est achevé en juillet 1991, la dernière centrale hydraulique no 5 n'a été lancée que le 2 octobre 1994,,. La construction d'un déversoir permanent, en raison de changements dans sa conception et de restrictions sur l'ampleur des dynamitages (à la suite d'un incident survenu le 19 novembre 1982, lorsque lors d'un dynamitage, un appareil de transformatio électrique a été heurté par deux pierres de 6,7 et 2,5 tonnes, qui ont percé le mur du bâtiment), s'éternisa. Le déversoir a été mis en service pour la première fois (et une seule goulotte, la construction du reste s'est poursuivie) en 1988, et jusque-là, une structure de déversoir temporaire était utilisée.
Conformément au calendrier de construction, la centrale hydroélectrique de la Kolyma devait être construite en 11 ans. En fait, en raison d'un financement insuffisant, cette période a doublé. La construction de la centrale était en grande partie achevée en 1994, mais sa construction a été officiellement achevée le 25 octobre 2007, lorsque l'acte d'acceptation de la centrale hydroélectrique de la Kolyma en exploitation permanente a été signé  . Le coût de construction de la centrale hydroélectrique de la Kolyma s'éleva à 1 milliard 85,7 millions de roubles aux prix de 1984.

## Exploitation
Après le lancement des unités hydrauliques, il est devenu évident que certains de leurs éléments ne présentaient pas une fiabilité suffisante. En 1985, dans les chambres des turbines des groupes hydrauliques no 1 et 2, on a enregistré la destruction de tronçons de revêtement en acier d'une épaisseur de 18 mm, ce qui a obligé les groupes hydrauliques à subir de grosses réparations et à remplacer le revêtement par un neuf, 50 mm d'épaisseur. Cependant, cela n'a pas résolu le problème, et la destruction du revêtement s'est poursuivie. Pour le groupe hydraulique no 5, un revêtement d'une épaisseur de 100 mm a été réalisé, la même épaisseur de revêtement a été installée dans les chambres des turbines d'autres groupes hydrauliques lors de leurs réparations, ce qui a résolu le problème,.
De plus, des fissures actives ont été observées dans les aubes de turbine, ce qui a entraîné le 24 juin 1991 la rupture de l'aube de turbine de l'unité hydraulique no 3. En conséquence, l'aube directrice et le couvercle de la turbine ont été endommagés, l'intégrité de la turbine a été compromise, ce qui a entraîné l'inondation de l'arbre de turbine de l'unité hydraulique no 3. La menace d'inondation de l'ensemble de la salle des machines a été écartée grâce à la fermeture rapide des vannes. En 1998, la turbine hydraulique de l'unité hydraulique no 1 a été remplacée de diagonale à radiale-axiale ; il a été décidé de ne pas remplacer les turbines restantes, car après les modifications, leur fiabilité n'était plus mise en doute,.
Le rôle de la centrale hydroélectrique de la Kolyma dans l'approvisionnement énergétique de l'oblast de Magadan n'a cessé de croître, passant de 64 % en 1990 à 95 % à la fin des années 2000.
| 2007 | 2008 | 2009 | 2010 | 2011 | 2012 | 2013 | 2014 | 2015 | 2016 | 2017 | 2018 | 2019 | 2020 | 2021 |
| ---- | ---- | ---- | ---- | ---- | ---- | ---- | ---- | ---- | ---- | ---- | ---- | ---- | ---- | ---- |
| 2016 | 2012 | 1943 | 1973 | 2033 | 2030 | 1924 | 1558 | 1672 | 1663 | 1748 | 1933 | 2022 | 1942 | 2134 |

En 1992, la centrale hydroélectrique de la Kolyma est devenue une partie de Kolymaenergo OJSC. En 2008, lors de la réforme du secteur de l'énergie électrique, RusHydro OJSC est devenue l'actionnaire majoritaire de Kolymaenergo OJSC, qui détient plus de 98 % de ses actions. En 2010, la station a reçu le nom du chef de sa construction et premier directeur, Iouri Iossifovich Frichter.
Un programme de modernisation des équipements de la station est mis en œuvre, notamment en 2016, la géométrie de conception de la crête et de la pente supérieure du barrage a été restaurée. De plus, en 2012-2018, une refonte majeure de toutes les unités hydrauliques a été réalisée avec le remplacement de certains équipements, notamment le système d'excitation du générateur. En 2020, les travaux commencent pour remplacer les disjoncteurs des générateurs et les équipements de commutation intérieurs de 220 kV par des équipements modernes au SF6.